# قطعه موسیقی صفر
قطعه موسیقی صفر (به انگلیسی: Opus Zero) فیلمی محصول سال ۲۰۱۷ و به کارگردانی دانیل گراهام است. در این فیلم بازیگرانی همچون ویلم دفو، کاساندرا سیانگروتی، بوریس جودروسکی و ایرنه آزوئلا ایفای نقش کرده‌اند.